# Motomondiale 2017
Il Motomondiale 2017 è stata la sessantanovesima edizione del motomondiale dalla sua istituzione nel 1949. Tre le classi in gara: la MotoGP in cui al termine della stagione si è imposto lo spagnolo Marc Márquez su Honda, casa che ha ottenuto anche il titolo costruttori. Nella Moto2 il titolo iridato è stato dell'italiano Franco Morbidelli alla guida della Kalex e in Moto3 dello spagnolo Joan Mir su Honda. Per Marquez si è trattato del sesto titolo mondiale in carriera mentre sia per Morbidelli che per Mir è stato il primo.

## Il calendario
Il calendario dell'anno non ha presentato particolari differenze rispetto all'anno precedente, con solo l'inversione dell'ordine di effettuazione tra il Gran Premio motociclistico della Repubblica Ceca e quello d'Austria. Le prove sono state in totale 18, disputate tra il 26 marzo e il 12 novembre.
Nessuna modifica nel sistema di punteggio, né per i fornitori unici di pneumatici delle varie classi.
| Data         | Gran Premio                                | Circuito                | Vincitore MotoGP | Vincitore Moto2   | Vincitore Moto3 | Resoconto |
| ------------ | ------------------------------------------ | ----------------------- | ---------------- | ----------------- | --------------- | --------- |
| 26 marzo     | GP del Qatar                               | Losail                  | Maverick Viñales | Franco Morbidelli | Joan Mir        | Resoconto |
| 9 aprile     | GP d'Argentina                             | Termas de Río Hondo     | Maverick Viñales | Franco Morbidelli | Joan Mir        | Resoconto |
| 23 aprile    | GP delle Americhe                          | Circuito delle Americhe | Marc Márquez     | Franco Morbidelli | Romano Fenati   | Resoconto |
| 7 maggio     | GP di Spagna                               | Jerez de la Frontera    | Daniel Pedrosa   | Álex Márquez      | Arón Canet      | Resoconto |
| 21 maggio    | GP di Francia                              | Le Mans                 | Maverick Viñales | Franco Morbidelli | Joan Mir        | Resoconto |
| 4 giugno     | GP d'Italia                                | Mugello                 | Andrea Dovizioso | Mattia Pasini     | Andrea Migno    | Resoconto |
| 11 giugno    | GP di Catalogna                            | Catalogna               | Andrea Dovizioso | Álex Márquez      | Joan Mir        | Resoconto |
| 25 giugno    | GP d'Olanda                                | Assen                   | Valentino Rossi  | Franco Morbidelli | Arón Canet      | Resoconto |
| 2 luglio     | GP di Germania                             | Sachsenring             | Marc Márquez     | Franco Morbidelli | Joan Mir        | Resoconto |
| 6 agosto     | GP della Repubblica Ceca                   | Brno                    | Marc Márquez     | Thomas Lüthi      | Joan Mir        | Resoconto |
| 13 agosto    | GP d'Austria                               | Spielberg               | Andrea Dovizioso | Franco Morbidelli | Joan Mir        | Resoconto |
| 27 agosto    | GP di Gran Bretagna                        | Silverstone             | Andrea Dovizioso | Takaaki Nakagami  | Arón Canet      | Resoconto |
| 10 settembre | GP di San Marino e della Riviera di Rimini | Misano Adriatico        | Marc Márquez     | Thomas Lüthi      | Romano Fenati   | Resoconto |
| 24 settembre | GP d'Aragona                               | Aragón                  | Marc Márquez     | Franco Morbidelli | Joan Mir        | Resoconto |
| 15 ottobre   | GP del Giappone                            | Motegi                  | Andrea Dovizioso | Álex Márquez      | Romano Fenati   | Resoconto |
| 22 ottobre   | GP d'Australia                             | Phillip Island          | Marc Márquez     | Miguel Oliveira   | Joan Mir        | Resoconto |
| 29 ottobre   | GP della Malesia                           | Sepang                  | Andrea Dovizioso | Miguel Oliveira   | Joan Mir        | Resoconto |
| 12 novembre  | GP della Comunità Valenciana               | Valencia                | Daniel Pedrosa   | Miguel Oliveira   | Jorge Martín    | Resoconto |

## Sistema di punteggio e legenda
| Pos.  | 1  | 2  | 3  | 4  | 5  | 6  | 7 | 8 | 9 | 10 | 11 | 12 | 13 | 14 | 15 | 16 > |
| ----- | -- | -- | -- | -- | -- | -- | - | - | - | -- | -- | -- | -- | -- | -- | ---- |
| Punti | 25 | 20 | 16 | 13 | 11 | 10 | 9 | 8 | 7 | 6  | 5  | 4  | 3  | 2  | 1  | 0    |

## Le classi

### MotoGP

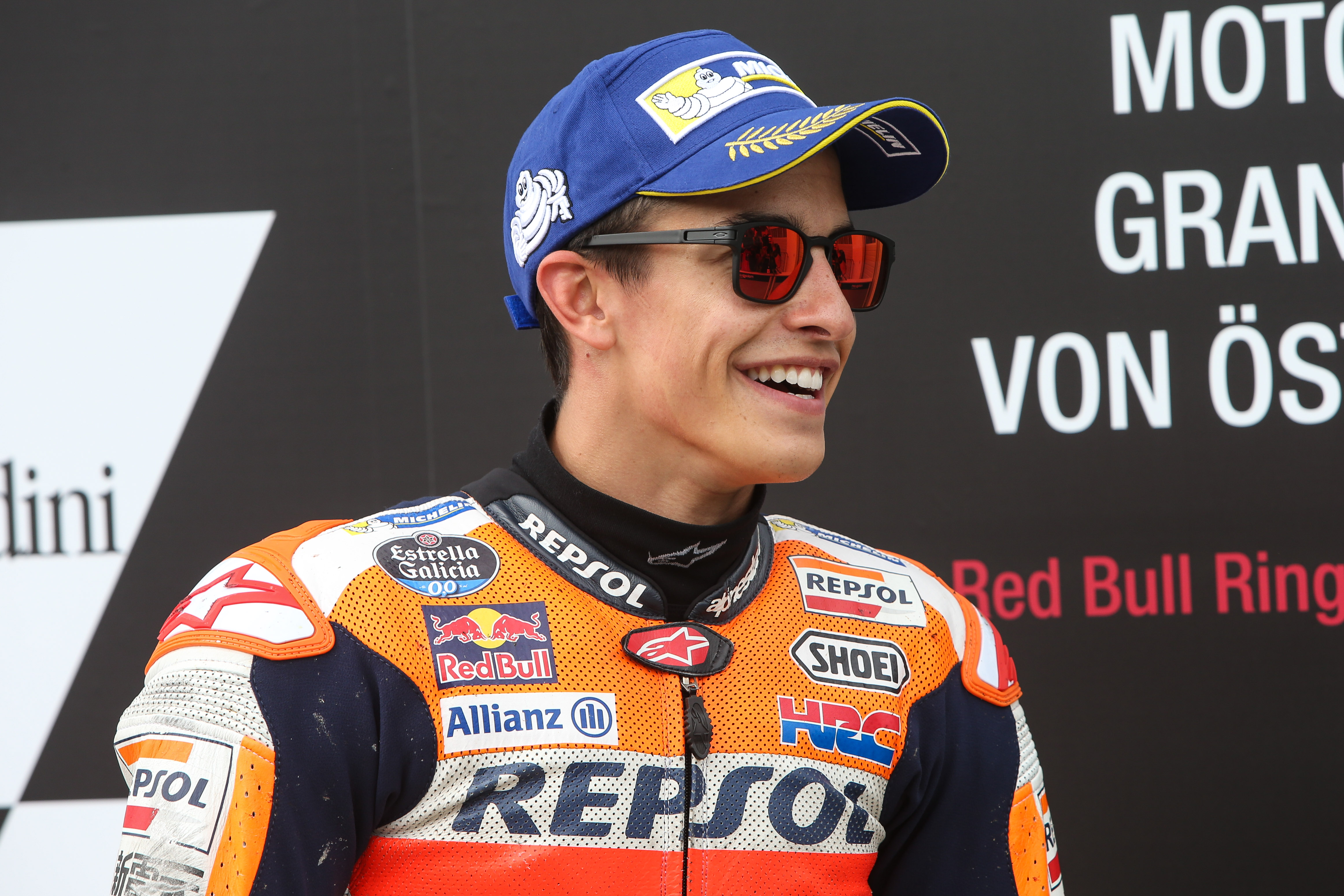
Marc Márquez, vincitore del titolo mondiale.

Alla partenza della stagione tra le squadre di punta, a parte la Honda che si presenta ancora una volta con Marc Márquez e Daniel Pedrosa, sono numerose le novità: alla Yamaha Racing a fianco di Valentino Rossi c'è quest'anno Maverick Viñales, in arrivo dalla Suzuki, al posto di Jorge Lorenzo passato invece a Ducati; dalla Ducati è invece passato alla Suzuki Andrea Iannone.
Sono ormai sei i costruttori presenti ufficialmente, le giapponesi Honda, Yamaha e Suzuki, le italiane Ducati e Aprilia e l'austriaca KTM. Tra i debuttanti nella classe regina vi sono il francese Johann Zarco, detentore del titolo Moto2 l'anno precedente, che gareggia per il team Yamaha Tech 3, lo spagnolo Álex Rins nella squadra ufficiale Suzuki e il tedesco Jonas Folger nella Yamaha Tech 3.
Dopo che nella parte iniziale della stagione sono stati 5 i piloti a disputarsi le prime posizioni, in seguito la lotta per il titolo si è ristretta a Marc Márquez e a Andrea Dovizioso con il primo che si è aggiudicato il titolo all'ultima gara in programma, il Gran Premio motociclistico della Comunità Valenciana 2017.
I primi due piloti si sono aggiudicati 6 gran premi a testa, le restanti 6 prove sono state appannaggio di Maverick Viñales (in 3 occasioni), Daniel Pedrosa (2 vittorie) e Valentino Rossi.

#### Classifica piloti (prime 5 posizioni)
| Pos. | Pilota           | Moto   |   |     |     |    |     |     |    |     |   |   |   |     |     |   |     |    |   |     | P.ti |
| ---- | ---------------- | ------ | - | --- | --- | -- | --- | --- | -- | --- | - | - | - | --- | --- | - | --- | -- | - | --- | ---- |
| 1    | Marc Márquez     | Honda  | 4 | Rit | 1   | 2  | Rit | 6   | 2  | 3   | 1 | 1 | 2 | Rit | 1   | 1 | 2   | 1  | 4 | 3   | 298  |
| 2    | Andrea Dovizioso | Ducati | 2 | Rit | 6   | 5  | 4   | 1   | 1  | 5   | 8 | 6 | 1 | 1   | 3   | 7 | 1   | 13 | 1 | Rit | 261  |
| 3    | Maverick Viñales | Yamaha | 1 | 1   | Rit | 6  | 1   | 2   | 10 | Rit | 4 | 3 | 6 | 2   | 4   | 4 | 9   | 3  | 9 | 12  | 230  |
| 4    | Daniel Pedrosa   | Honda  | 5 | Rit | 3   | 1  | 3   | Rit | 3  | 13  | 3 | 2 | 3 | 7   | 14  | 2 | Rit | 12 | 5 | 1   | 210  |
| 5    | Valentino Rossi  | Yamaha | 3 | 2   | 2   | 10 | Rit | 4   | 8  | 1   | 5 | 4 | 7 | 3   | Inf | 5 | Rit | 2  | 7 | 5   | 208  |
| Pos. | Pilota           | Moto   |   |     |     |    |     |     |    |     |   |   |   |     |     |   |     |    |   |     | P.ti |

| Legenda                                                                        | 1º posto        | 2º posto        | 3º posto | A punti      | Senza punti        | Grassetto=Pole position Corsivo=Giro più veloce |
| Legenda                                                                        | Gara non valida | Non qualificato | Ritirato | Squalificato | "-" Dato non disp. | Grassetto=Pole position Corsivo=Giro più veloce |
| Fonte dei dati: motogp.com, racingmemo.free.fr, autosport.com, jumpingjack.nl. |                 |                 |          |              |                    |                                                 |

#### Classifica costruttori (prime tre posizioni)
| Pos. | Costruttore | Motocicletta |   |   |   |   |   |   |   |   |   |   |   |   |   |   |   |    |   |   | P.ti |
| ---- | ----------- | ------------ | - | - | - | - | - | - | - | - | - | - | - | - | - | - | - | -- | - | - | ---- |
| 1    | Honda       | RC213V       | 4 | 3 | 1 | 1 | 3 | 6 | 2 | 3 | 1 | 1 | 2 | 4 | 1 | 1 | 2 | 1  | 4 | 1 | 357  |
| 2    | Yamaha      | YZR-M1       | 1 | 1 | 2 | 4 | 1 | 2 | 5 | 1 | 2 | 3 | 5 | 2 | 4 | 4 | 8 | 2  | 3 | 2 | 321  |
| 3    | Ducati      | Desmosedici  | 2 | 4 | 6 | 3 | 4 | 1 | 1 | 2 | 6 | 6 | 1 | 1 | 2 | 3 | 1 | 11 | 1 | 9 | 310  |

#### Classifica squadre (prime tre posizioni)
| Pos. | Squadra         | Piloti           |    |     |     |    |     |     |    |     |    |    |   |     |     |   |     |    |   |     | P.ti |
| ---- | --------------- | ---------------- | -- | --- | --- | -- | --- | --- | -- | --- | -- | -- | - | --- | --- | - | --- | -- | - | --- | ---- |
| 1    | Repsol Honda    | Marc Márquez     | 4  | Rit | 1   | 2  | Rit | 6   | 2  | 3   | 1  | 1  | 2 | Rit | 1   | 1 | 2   | 1  | 4 | 3   | 508  |
| 1    | Repsol Honda    | Daniel Pedrosa   | 5  | Rit | 3   | 1  | 3   | Rit | 3  | 13  | 3  | 2  | 3 | 7   | 14  | 2 | Rit | 12 | 5 | 1   | 508  |
| 2    | Movistar Yamaha | Valentino Rossi  | 3  | 2   | 2   | 10 | Rit | 4   | 8  | 1   | 5  | 4  | 7 | 3   |     | 5 | Rit | 2  | 7 | 5   | 438  |
| 2    | Movistar Yamaha | Maverick Viñales | 1  | 1   | Rit | 6  | 1   | 2   | 10 | Rit | 4  | 3  | 6 | 2   | 4   | 4 | 9   | 3  | 9 | 12  | 438  |
| 3    | Ducati Team     | Andrea Dovizioso | 2  | Rit | 6   | 5  | 4   | 1   | 1  | 5   | 8  | 6  | 1 | 1   | 3   | 7 | 1   | 13 | 1 | Rit | 398  |
| 3    | Ducati Team     | Jorge Lorenzo    | 11 | Rit | 9   | 3  | 6   | 8   | 4  | 15  | 11 | 15 | 4 | 5   | Rit | 3 | 6   | 15 | 2 | Rit | 398  |
| Pos. | Squadra         | Piloti           |    |     |     |    |     |     |    |     |    |    |   |     |     |   |     |    |   |     | P.ti |

| Legenda                                                                        | 1º posto        | 2º posto        | 3º posto | A punti      | Senza punti        | Grassetto=Pole position Corsivo=Giro più veloce |
| Legenda                                                                        | Gara non valida | Non qualificato | Ritirato | Squalificato | "-" Dato non disp. | Grassetto=Pole position Corsivo=Giro più veloce |
| Fonte dei dati: motogp.com, racingmemo.free.fr, autosport.com, jumpingjack.nl. |                 |                 |          |              |                    |                                                 |

### Moto2
Con il detentore del titolo del 2016, Johann Zarco, passato a gareggiare nella classe superiore, il duello per l'assegnazione del titolo ha coinvolto l'italiano Franco Morbidelli e lo svizzero Thomas Lüthi e si è deciso prima della partenza della penultima prova in programma, il Gran Premio motociclistico della Malesia 2017, dove lo svizzero si è infortunato e non ha potuto prendere il via.
Morbidelli è stato anche il pilota che ha ottenuto più successi nell'annata, con 8 gran premi vinti contro i 2 di Lüthi. Per quanto non sia riuscita a impensierire la Kalex per la corsa al titolo costruttori, buon finale di stagione per la KTM che ha ottenuto tre vittorie consecutive nelle ultime 3 prove con il pilota portoghese Miguel Oliveira.
Durante l'anno 3 vittorie sono state ottenute anche da Álex Márquez mentre i 2 gran premi rimasti hanno visto vincitore Takaaki Nakagami e Mattia Pasini.

#### Classifica piloti (prime 5 posizioni)
| Pos. | Pilota            | Moto  |    |    |    |     |    |    |    |    |     |   |     |    |     |     |    |    |     |     | P.ti |
| ---- | ----------------- | ----- | -- | -- | -- | --- | -- | -- | -- | -- | --- | - | --- | -- | --- | --- | -- | -- | --- | --- | ---- |
| 1    | Franco Morbidelli | Kalex | 1  | 1  | 1  | Rit | 1  | 4  | 5  | 1  | 1   | 8 | 1   | 3  | Rit | 1   | 8  | 3  | 3   | 2   | 308  |
| 2    | Thomas Lüthi      | Kalex | 2  | 3  | 2  | 8   | 3  | 2  | 2  | 2  | Rit | 1 | 3   | 4  | 1   | 4   | 11 | 10 | NP  | Inf | 243  |
| 3    | Miguel Oliveira   | KTM   | 4  | 2  | 6  | 3   | 17 | 5  | 3  | 5  | 2   | 3 | Rit | 8  | Rit | 3   | 7  | 1  | 1   | 1   | 241  |
| 4    | Álex Márquez      | Kalex | 5  | 21 | 4  | 1   | 4  | 3  | 1  | 6  | Rit | 2 | 2   | 14 | NP  | Rit | 1  | 6  | Rit | 5   | 201  |
| 5    | Francesco Bagnaia | Kalex | 12 | 7  | 16 | 2   | 2  | 22 | 13 | 10 | 3   | 7 | 4   | 5  | 3   | 10  | 4  | 12 | 5   | 4   | 174  |
| Pos. | Pilota            | Moto  |    |    |    |     |    |    |    |    |     |   |     |    |     |     |    |    |     |     | P.ti |

| Legenda                                                                        | 1º posto        | 2º posto        | 3º posto | A punti      | Senza punti        | Grassetto=Pole position Corsivo=Giro più veloce |
| Legenda                                                                        | Gara non valida | Non qualificato | Ritirato | Squalificato | "-" Dato non disp. | Grassetto=Pole position Corsivo=Giro più veloce |
| Fonte dei dati: motogp.com, racingmemo.free.fr, autosport.com, jumpingjack.nl. |                 |                 |          |              |                    |                                                 |

#### Classifica costruttori (prime tre posizioni)
| Pos. | Costruttore | Motocicletta |    |   |   |   |    |   |    |    |   |    |   |    |   |   |   |   |    |    | P.ti |
| ---- | ----------- | ------------ | -- | - | - | - | -- | - | -- | -- | - | -- | - | -- | - | - | - | - | -- | -- | ---- |
| 1    | Kalex       | Moto2        | 1  | 1 | 1 | 1 | 1  | 1 | 1  | 1  | 1 | 1  | 1 | 1  | 1 | 1 | 1 | 3 | 3  | 2  | 427  |
| 2    | KTM         | Moto2        | 4  | 2 | 6 | 3 | 13 | 5 | 3  | 5  | 2 | 3  | 7 | 8  | 4 | 3 | 7 | 1 | 1  | 1  | 266  |
| 3    | Suter       | MMX2         | 11 | 8 | 5 | 6 | 6  | 7 | 16 | 11 | 8 | 26 | 9 | 10 | 5 | 9 | 9 | 8 | 17 | 10 | 118  |

### Moto3

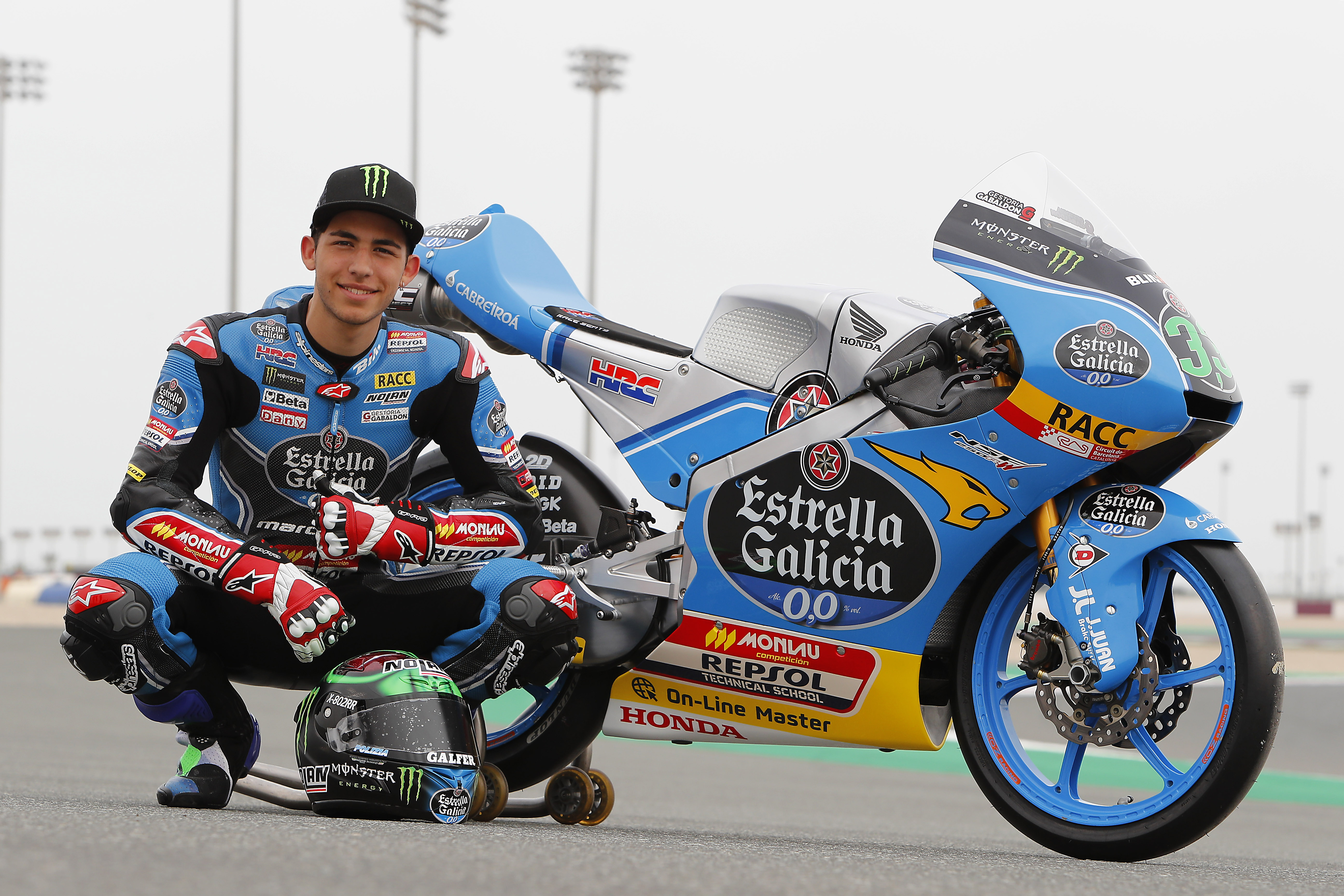
Enea Bastianini alla presentazione iniziale della stagione.

Quella di minor cilindrata del motomondiale è stata la classe dove il titolo mondiale è stato assegnato per primo: già in occasione del Gran Premio motociclistico d'Australia 2017, con due gare di anticipo sul termine della stagione, lo spagnolo Joan Mir su Honda ha ottenuto il suo primo titolo iridato. Durante l'anno le vittorie ottenute da Mir sono state 10, più della metà delle prove disputate, con i due maggiori rivali, Romano Fenati e Arón Canet, che ne hanno ottenute 3 ciascuno.
I restanti due gran premi sono stati vinti da Jorge Martín e da Andrea Migno mentre il titolo costruttori è stato appannaggio di Honda, vittoriosa in 17 occasioni su 18.

#### Classifica piloti (prime 5 posizioni)
| Pos. | Pilota                | Moto  |   |     |     |   |     |    |   |     |     |    |    |    |     |    |    |     |   |     | P.ti |
| ---- | --------------------- | ----- | - | --- | --- | - | --- | -- | - | --- | --- | -- | -- | -- | --- | -- | -- | --- | - | --- | ---- |
| 1    | Joan Mir              | Honda | 1 | 1   | 8   | 3 | 1   | 7  | 1 | 9   | 1   | 1  | 1  | 5  | 2   | 1  | 17 | 1   | 1 | 2   | 341  |
| 2    | Romano Fenati         | Honda | 5 | 7   | 1   | 2 | Rit | 13 | 2 | 2   | 2   | 2  | 13 | 7  | 1   | 10 | 1  | 6   | 7 | 4   | 248  |
| 3    | Arón Canet            | Honda | 4 | 11  | Rit | 1 | 2   | 5  | 5 | 1   | Rit | 3  | 5  | 1  | Rit | 5  | 5  | NC  | 8 | 9   | 199  |
| 4    | Jorge Martín          | Honda | 3 | 3   | 2   | 9 | Rit | 15 | 3 | 4   | NP  | NP | 3  | 3  | Rit | 4  | 15 | 3   | 2 | 1   | 196  |
| 5    | Fabio Di Giannantonio | Honda | 8 | Rit | 3   | 5 | 3   | 2  | 7 | Rit | 11  | 21 | 6  | 10 | 3   | 2  | 7  | Rit | 9 | Rit | 153  |
| Pos. | Pilota                | Moto  |   |     |     |   |     |    |   |     |     |    |    |    |     |    |    |     |   |     | P.ti |

| Legenda                                                                        | 1º posto        | 2º posto        | 3º posto | A punti      | Senza punti        | Grassetto=Pole position Corsivo=Giro più veloce |
| Legenda                                                                        | Gara non valida | Non qualificato | Ritirato | Squalificato | "-" Dato non disp. | Grassetto=Pole position Corsivo=Giro più veloce |
| Fonte dei dati: motogp.com, racingmemo.free.fr, autosport.com, jumpingjack.nl. |                 |                 |          |              |                    |                                                 |

#### Classifica costruttori (prime tre posizioni)
| Pos. | Costruttore | Motocicletta |    |    |    |    |    |    |    |    |    |    |    |    |   |    |   |    |    |    | P.ti |
| ---- | ----------- | ------------ | -- | -- | -- | -- | -- | -- | -- | -- | -- | -- | -- | -- | - | -- | - | -- | -- | -- | ---- |
| 1    | Honda       | NSF250R      | 1  | 1  | 1  | 1  | 1  | 2  | 1  | 1  | 1  | 1  | 1  | 1  | 1 | 1  | 1 | 1  | 1  | 1  | 445  |
| 2    | KTM         | RC 250 GP    | 6  | 4  | 5  | 4  | 4  | 1  | 6  | 6  | 3  | 4  | 2  | 4  | 4 | 7  | 2 | 4  | 6  | 3  | 248  |
| 3    | Mahindra    | MGP3O        | 22 | 19 | 17 | 14 | 14 | 17 | 14 | 16 | 15 | 12 | 19 | 15 | 8 | 19 | 3 | 10 | 15 | 20 | 43   |